# Stigma (litera)
Stigma (στίγμα, pisana Ϛϛ) – litera alfabetu greckiego, obecnie nieużywana w języku greckim. W greckim systemie liczbowym oznacza liczbę 6. Jest ona ligaturą liter sigma i tau. Współcześnie zamiast tej litery stosuje się dwa znaki στ.
Mała litera stigma (ϛ) ma kształt bardzo podobny do małej litery sigma końcowa (ς).

## Kodowanie
W Unicode litera jest zakodowana:
| Znak | Unicode | Kod HTML            | Nazwa unikodowa             | Nazwa polska                |
| ---- | ------- | ------------------- | --------------------------- | --------------------------- |
| Ϛ    | U+03DA  | &#x03DA; lub &#986; | GREEK CAPITAL LETTER STIGMA | wielka litera grecka stigma |
| ϛ    | U+03DB  | &#x03DB; lub &#987; | GREEK SMALL LETTER STIGMA   | mała litera grecka stigma   |

W LaTeX-u używa się znacznika:
| Znak                               | LaTeX   |
| ---------------------------------- | ------- |
| {\displaystyle \mathrm {\Stigma} } | \Stigma |
| {\displaystyle \mathrm {\stigma} } | \stigma |